# Short S.30
Lo Short S.30 Empire era un idrovolante a scafo centrale quadrimotore di linea sviluppato dall'azienda aeronautica britannica Short Brothers negli anni trenta.
Sviluppo del precedente S.23 Empire e destinato al mercato dell'aviazione commerciale, trovò impiego anche in ambito militare durante il corso della Seconda guerra mondiale.

## Storia del progetto
Lo Short S.30 è uno sviluppo del precedente Short S.23 Empire progettato per soddisfare una richiesta dell'Air Ministry britannico per la costruzione di un idrovolante da trasporto passeggeri e postale che collegasse la Gran Bretagna con le colonie, principalmente con l'Australia.
Caratterizzato da una diversa motorizzazione, il meno potente Bristol Perseus da 815 hp (608 kW) dotato di distribuzione con valvole a fodero, rispecchiava in toto il precedente modello.

## Lista degli esemplari
| Marche | Nome                 | Operatore                                                                           |
| S.30   |                      |                                                                                     |
| G-AFCT | Champion             | Imperial Airways/BOAC                                                               |
| G-AFCU | Cabot                | Imperial Airways, ceduto alla Royal Air Force (RAF) nel 1939 (matricola V3137)      |
| G-AFCV | Caribou              | Imperial Airways, poi RAF nel 1939 (V3138)                                          |
| G-AFCW | Connemara            | Imperial Airways                                                                    |
| G-AFCX | Clyde                | Imperial Airways, poi BOAC                                                          |
| G-AFCY | Captain Cook         | Imperial Airways, poi Tasman Empire Airways Limited (TEAL) nel 1940 (ZK-AMC Awarua) |
| G-AFCZ | Australia, poi Clare | Imperial Airways, poi BOAC                                                          |
| G-AFDA | Aotearoa             | Imperial Airways, poi TEAL nel 1940 (ZK-AMA)                                        |
| G-AFKZ | Cathay               | Imperial Airways, poi BOAC                                                          |

## Utilizzatori

### Civili
Nuova Zelanda
- Tasman Empire Airways Limited (TEAL)

 Regno Unito
- British Overseas Airways Corporation (BOAC)
- Imperial Airways

### Militari
Regno Unito
- Royal Air Force

## Esemplari attualmente esistenti
Nessun esemplare completo è arrivato fino ai nostri giorni.

### Pubblicazioni
- (EN)  BOAC At War - Part 2 - Aeroplane Monthly - August 1975